# انجمن جهانی تاریخ پزشکی

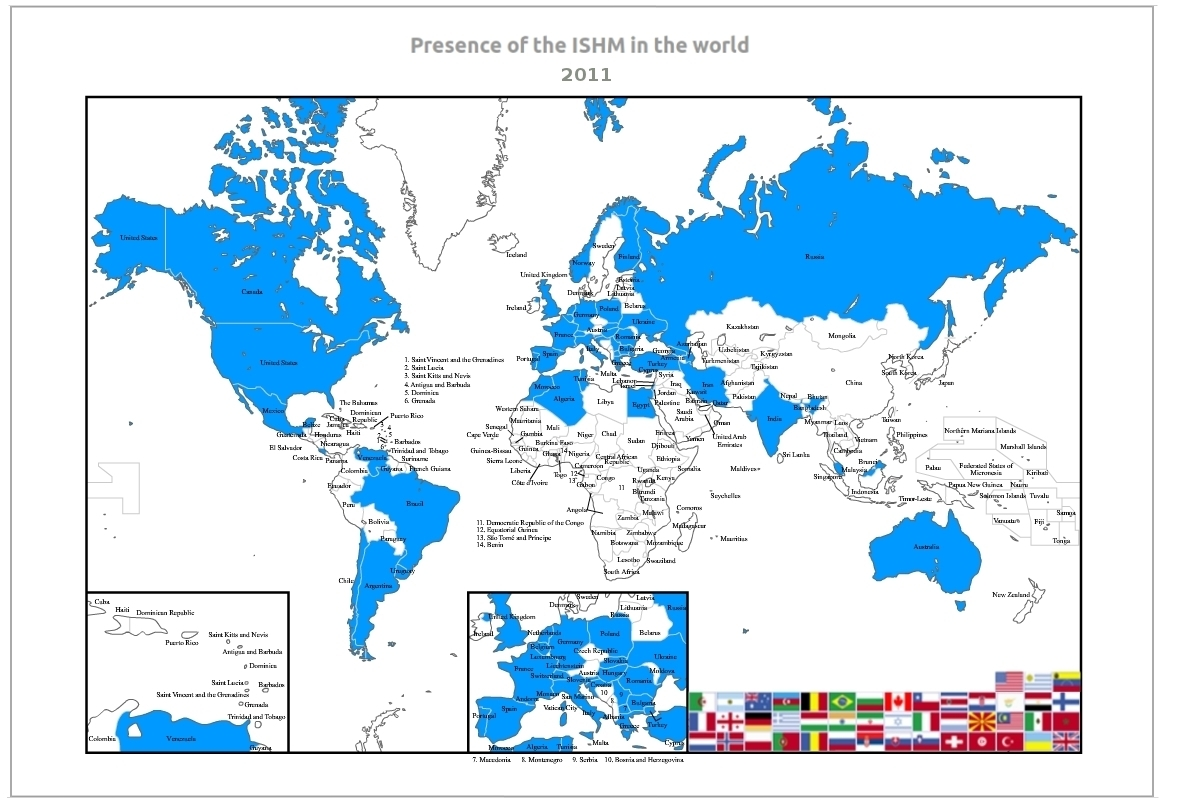
نقشهٔ اعضای انجمن

انجمن جهانی تاریخ پزشکی نام انجمن غیرانتفاعی و جهانی است که در زمینهٔ تاریخ پزشکی فعالیت می‌کند.
این انجمن ۵۰ عضو دارد و شامل انجمن‌های ملی برخی از کشورها نیز می‌شود. ۳۸ کشور نیز نماینده دارد و ۸۰۰ عضو دارد.